# Османски раднички батаљон
Османски раднички батаљон (турски: Amele Taburları, јерменски: Աշխատանքային բատալիոն, грчки: Τάγματα Εργασίας) је био облик принудне радне снаге у касном Османском царству. Израз се повезује са разоружањем и убијањем османских јерменских војника током Првог светског рата, османских Грка током геноцида над Грцима у Османском царству, као и током Турског рата за независност.

## Преглед
Током Првог светског рата, Османско царство се ослањало на радничке батаљоне за логистички део рата. Царство је имало оскудну инфраструктуру. Према Хилмару Кајзеру, људи су били подељени у батаљоне који су имали од 25 хиљада до 50 хиљада људи, у зависности од тога да ли је царство било у рату или не. Радници су морали да конструишу путеве и железнице и да превозе потребне материјале војсци на фронту. Многи од регрута су били хришћани, у којима је највише било Јермена, Грка и хришћана из Сирије.

## Јермени у радничким батаљонима
Јермени нису служили у оружаним снагама Османског царства до 1908. године. Након младотурске револуције, која је прогласила да ће се завршити неправедна дистинкција између муслимана и хришћана у царству, Јермени су били третирани као једнаки грађани и морали су да служе војсци.
Дана 25. фебруара 1915. године, након пораза Османлија у бици код Сарикамиша, Јермени су оптужени да су радили против царства и да више неће бити мобилизовани у оружане снаге, из разлога "да не би сарађивали са Русима". Јермени који су ратовали у војци су били разоружани и укључени у радничке батаљоне. Традиционално, у војску су били регрутовани само мушкарци од 20 до 45 година. Млађи (15-20) и старији (45-60) не-муслимански војници су коришћени као логистичка подршка преко радничких батаљона. Пре фебруара, неки од јерменских регрута су радили као радници хамали, да би после били погубљени.

## Прикази
Грчки романописац Илијас Венезис је описао ситуацију у свом раду Number 31328 (Το Νούμερο 31328). Према њему, од 3 хиљаде регрутованих у Венезисов раднички батаљон, само је 23 преживело.
Лејла Нејзи је објавила студију где је проучавала дневник Јашара Пакера, члана јеврејског друштва у раном 20. веку у Анкари, који је био регрутован у раднички батаљон два пута, прво за време грчко-турског рата (1919-22), а затим и у Другом светском рату, рату у ком Турска није учествовала. Студија Нејзи је приказала слику услова живота у овим батаљонима, који су били створени од не-муслимана.